# Charles de Luxembourg (évêque de Laon)
Charles de Luxembourg, né en 1447 et mort le 3 août  1509, est un prélat français du XVe et du début du XVIe siècle. Il est le fils de Louis de Luxembourg-Saint-Pol et de Jeanne de Bar.

## Biographie
Charles est doyen de Laon, coûtre de Saint-Quentin et chanoine à Cologne et Reims. En 1473, il est élu évêque de Laon et il sera le dernier évêque élu par le chapitre. Sixte IV transfère Charles de Luxembourg au siège de Lombez en 1483, mais cette translation n'a point de suite. Après s'être acquitté du serment d'usage dû à la métropole, Charles assiste, la même année, au couronnement du roi Charles VIII, et en 1484, aux États-généraux de Tours. Le 27 mai 1498, il se trouve aussi au couronnement du roi Louis XII, et au lit de justice que tint alors ce monarque.